# 精誠路
精誠路為臺灣臺中市的重要道路之一，大致呈南北向，不分段。北於臺灣大道二段口接太原路，南至南屯路口接精誠南路。
精誠南路為臺中市的重要道路之一，路段大致沿著麻園頭溪前進，一直到建國北路一段上接近永春東三南路口附近為止，不分段。其中南屯路至三民西路間配置雙向二車道；三民西路至環中路間目前位在台中市第十三期重劃區中，為雙向二車道，三民西路至永順路間2022年8月已經開放。而環中路至建國路之路段仍維持西向之單行道，而河東岸的大忠南街則是東向單行道，不過重劃區內的大忠南街則改名為慶順路，也拓寬為雙向二車道。

## 行經行政區域
| 精誠路 - 西屯區 - 西區 - 南屯區 | 精誠南路 - 南屯區 - 南區 - 烏日區 |

## 沿線設施
| |                                                                                            |
| 臺灣大道二段 精誠路 - 精誠商圈（含精明一街） - 大隆商圈 - 中華電信精誠服務中心 公益路 - 臺中市立圖書館西區分館 - 全聯福利中心精誠店 向上路 麻園頭溪 五權西路 南屯路 | 精誠南路 永春東路 - 行政院衛生署疾病管制局第三分局 - 豐富公園 三民西路 文心南路 環中路五段 |